# Somaliland
Somaliland, officiellt Republiken Somaliland (somaliska: Jamhuuriyadda Soomaaliland; arabiska: أرض الصومال, Arḍ aṣ-Ṣūmāl), är en sedan 1991 självutropad stat i östra Afrika. Huvudstad är Hargeisa. 
Somaliland saknar helt internationellt erkännande och betraktas internationellt som en del av Somalia, men landet har i praktiken fungerat som helt självständig stat efter den somaliska centralregeringens kollaps 1991. Det gränsar i nordväst till Djibouti, i väster och söder till Etiopien och i öster till Puntland (Somalia).
Området var det brittiska protektoratet Brittiska Somaliland fram till 1960. Somaliland var en självständig stat i 5 dagar innan det uppgick i den nya staten Somalia.

## Namn
Namnet betyder Somaliernas land.

## Historia

### Tidig historia
Somaliland var det landområde i östra Afrika på Afrikas Horn som sträckte sig mellan Adenviken i norr och Jubafloden i söder. I Somaliland har man hittat grottmålningar som går tillbaka till runt 3000–9000 före Kristus. En av de mest kända grottmålningarna är Laas Geel som ligger nordöst om Hargeisa.
Det finns arkeologiska indikationer på att området Punt låg i nordöstra Somalia. Civilisationen i det området handlade med andra civilisationer som egyptier, fenicier, babylonier,  romare, indier och kineser. Handelsvarorna inkluderade guld, elfenben, myrra och rökelse.
Somaliland var inlemmat i riket Aksum från ungefär 300-talet till 700-talet e.Kr. Efter 600-talet växte islam inom området, speciellt efter grundandet av hamnstaden Zeila, då muslimerna där byggde Alqiblataynmoskén som troligen uppfördes redan under profeten Muhammeds tid. Mellan 700-talet och 1100-talet e.Kr. fungerade städerna runt Adenviken – Seylac och Berbera – som handelshamnar i en region som de arabisk-muslimska folken kallade bilad al-Barbar, “ Barbars land”. Barbar (även berber, barbaroi) var namnet på det somaliska folket i regionen.
Arabisk kolonisation kan dateras från omkring 900-talet då invandrande araber anlade handelsstationer längs kusten utmed Adenviken och Indiska oceanen. Runt dessa utvecklades ett flertal sultanat. Mot slutet av 1500-talet kom landet under nominell överhöghet av Sultanatet Adal och när detta välde föll sönder i slutet av 1500-talet tillföll Somaliland till större delen Isaaqsultanatet. Egypten ockuperade 1875 det kustområde vid Adenviken från Zeila österut som motsvarar nuvarande Somaliland.

### Kolonialismen
Under den europeiska kapplöpningen om Afrika inrättade Frankrike en kolstation för sina fartyg söder om sundet Bab al-Mandab som låg utefter sjöleden genom Suezkanalen och Röda havet till Indien. Senare skapades där Franska Somaliland, nuvarande Djibouti, i slutet av 1890-talet. Storbritannien besatte 1884 den egyptiska besittningen vid Adenviken som låg söder om Franska Somaliland och mitt emot den brittiska flottbasen Aden i Jemen och bildade protektoratet Brittiska Somaliland. Öster och söder därom tog Italien efter 1889 kontroll över resten av somalilandet och bildade Italienska Somaliland med huvudstaden Mogadishu.

### Ett enat Somalia
Under andra världskriget ockuperades Italienska Somaliland av britterna. Från 1950 anförtrodde FN området till Italien för att förbereda självständighet 1960. Samtidigt avkoloniserades Brittiska Somaliland. Drömmen om ett Storsomalia som inkluderade Brittiska, Italienska och Franska Somaliland (Djibouti) samt Ogadenområdet och Norra Kenya fick fäste och de nu självständiga Brittiska och Italienska Somaliland gick samman.
Republiken Somalia bildades genom en sammanslagning av före detta Brittiska Somaliland, som blev självständigt från Storbritannien 26 juni 1960, och före detta Italienska Somaliland, som blev självständigt från italiensk administration 1 juli 1960. Det förutvarande Brittiska Somaliland blev delstaten Somaliland i den nybildade republiken. Drömmen blev dock kortvarig på grund av motstånd från både europeiska och afrikanska makter. Samtidigt visade det sig svårt att förena de två system som växt fram under kolonialtiden och dessutom ena de olika klanerna i det nya landet. År 1969 skedde en militärkupp där Mohammad Siyad Barre tog makten. Han drev landet mot "vetenskaplig socialism" kombinerat med islam. Men den ekonomiska utvecklingen uteblev och inga offentliga institutioner utvecklades. Ledningen präglades av korruption och oenighet.
Samtidigt fick landet stora internationella bidrag från både öst och väst på grund av Somalias strategiska position under Kalla kriget. Detta ledde till en än mer improduktiv och ohållbar ekonomi och Somalia var helt oförberett på att biståndet skulle komma att dras in i slutet av 1980-talet.

### Förtryck och folkmord
Under Somalias diktator Siyad Barres år vid makten var befolkningen i Somaliland, i synnerhet de som tillhörde klanen Isaaq, utsatta för ett starkt förtryck från centralmakten, i form av systematiska våldtäkter, angivarsystem, offentliga dödsstraff, underminering av klanäldste bland mycket. Somaliländare behandlades som andra klassens medborgare under Barres regim. Somali National Movement (SNM), som var en motståndsarmé baserad på Isaaq-klanen, tog till vapen i kampen mot Barres regim 1982. Detta ledde till att Barre slog tillbaka mot befolkningen i Somaliland. Det hela utvecklades till ett krig främst mot Isaaq-klanen som eskalerade under slutet av 1980-talet.
Massakern på folket i Somaliland blev ett faktum när cirka 40 000 dog i samband med att huvudstaden Hargeisa bombades sönder 1988. Därutöver anklagar den somaliländska regeringen Barre för att ha begått folkmord på 200 000 personer i Somaliland, något som utreds av Center for Justice and Accountability. Dessutom tvingades en stor del av befolkningen att fly; i synnerhet skickades flickor iväg till säkerhet. I början av 1990-talet beräknades 10 000 personer ha avlidit och upp mot 20 000 personer, varav de flesta barn, ha blivit allvarligt skadade av de 1,5 miljon landminor som var utplacerade i Somaliland. Enligt finska Utrikesministeriet fanns fortfarande minor kvar i marken år 2018, vilket fortsatte begränsa människors vardagliga liv, även om de flesta minor troddes vara undanröjda.

### Självständighet
Somaliland ville lämna unionen med Somalia och 1991 utropade landet sin självständighet. Somaliland har dock inte lyckats bli internationellt erkänt, främst därför att andra länder i Afrika och arabvärlden motsatt sig att Somalia delas. Mohamed Ibrahim Egal, som var premiärminister i Somalia 1967–1969, utsågs till president 1993 och behöll denna post till sin död. I september 1994 blossade stridigheter upp i Hargeisa. En undergrupp till Isaaq-klanen, Eidagale, tog till vapen mot militären när de försökte ta kontrollen över flygplatsen i Hargeisa. Rebellgruppen var anhängare av Somalilands tidigare president Abdirahman Ahmed Ali.
År 2003 hölls det första presidentvalet. Då segrade Dahir Riyale Kahin som varit tillförordnad president sedan 2002. Valets tvåa, Ahmed Mahamoud Silanyo blev president 2010 efter att ha vunnit en klar seger före Kahin i det flera gånger uppskjutna presidentvalet. Valet 2017 vanns av Silaanyos partikamrat Muse Bihi Abdi. Presidentvalet 2003 avgjordes med en marginal på omkring 80 röster när alla valsedlar räknats. Resultatet godtogs utan våldsamheter och den sittande presidenten Dahir Riyale Kahin utsågs till president, efter en valduell med bland annat den från Finland hemkomna motkandidaten Faisal Ali.
Det första parlamentsvalet hölls den 29 september 2005. Enligt FN bedömde internationella observatörer att valet gick lugnt till och att det var fritt och rättvist.
Den 26 juni 2010 hölls presidentval i landet, och det största oppositionspartiet Kulmiye förklarades som vinnare. Oppositionens kandidat Ahmed Mahamoud Silanyo fick 49 % av rösterna och valdes till president. Den sittande presidenten Kahin som fick 33 % var snabb att gratulera den vinnande kandidaten och lovade att bli kvar som oppositionsledare för partiet i ett fredligt maktskifte. Valet gick rätt till enligt internationella observatörer. Det tredje presidentvalet var planerat att hållas den 27 mars 2017, men sköts upp till den 13 november 2017 där Muse Bihi Abdi vann.
År 2021 hölls återigen val i Somaliland. Det var då första gången som nationella och lokala val hölls samtidigt. Totalt hade en miljon röstberättigade registrerat sig för parlaments- och lokalval. I parlamentet tog de två oppositionspartierna Somaliland National Party (Waddani) och Justice and Welfare Party (UCID) majoriteten av de 82 platserna. Presidentval hölls den 13 november 2024 där den sittande presidenten stod mot oppositionens kandidat Abdirahman Cirro. Valet var planerat att hållas 2022 men parlamentet beslutade att skjuta på valet till 2024.[uppföljning saknas]

## Geografi

Karta över Somaliland.

Somaliland har kust mot Indiska oceanen (Adenviken). Ogohögländerna sträcker ut sig innanför den torra kusten i nordväst och har toppar högre än 2 000 m.ö.h. Surud Ad är den högsta punkten med sina 2 408 m.ö.h.
Kustslätten i norra Somaliland har mycket sparsam vegetation, längst i väster dominerad av gräs. Längre in i landet överväger torr buskvegetation. I bergen invid Adenbukten finns torra skogar med bland annat enar. Där finns också ett flertal geografiskt isolerade representanter för vegetation som vanligtvis förekommer vid Medelhavet.

### Klimat
Somaliland har ett tropiskt ökenklimat med regnperiod under våren. Regnet kan ge upp till 500 mm per år.
Vid kusten kan temperaturen nå 42°C i juni till september, medeltemperaturen på årsbasis är mellan 25 och 35°C. Vid höglandet kan temperaturen falla under 0°C.

### Naturskydd

#### Miljöproblem
Unicef rapporterar att torka har blivit vanligare och landet drabbas hårt av klimatförändringarna.

#### Reservat
Utanför Somalilands kust har en av Afrikas största marina nationalparker skapats i slutet av 2010-talet. Det rör sig om tre områden utanför Berbera där fiske är helt eller delvis förbjudet, rapporterade SVT 2019.

## Styre och politik

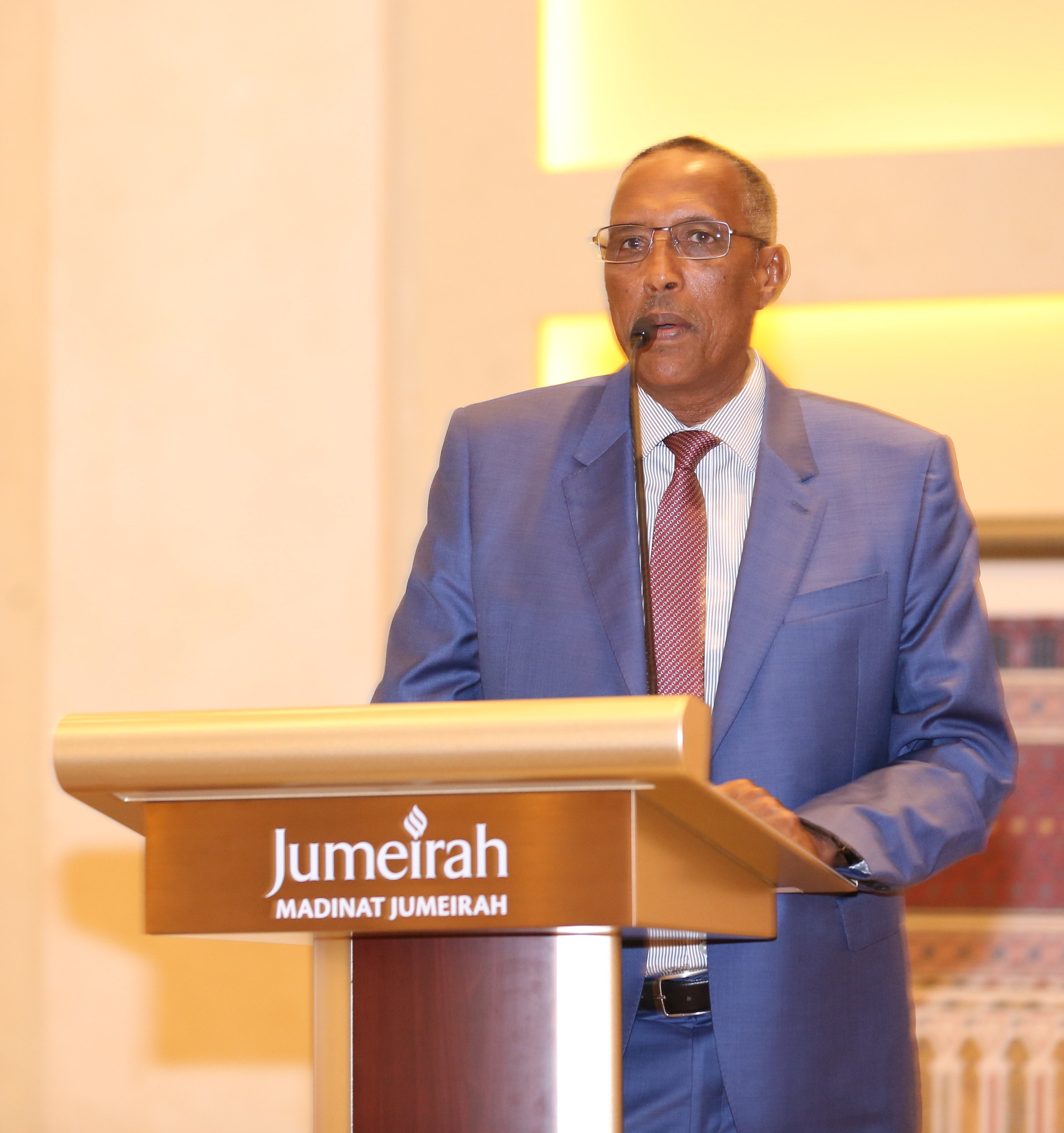
Somalilands president Muse Bihi Abdi.

Migrationsverket skrev 2019 att Somaliland var den stabilaste regionen i Somalia. Det fanns en fungerande ekonomi, egen regering, polis, rättssystem och flagga. Makten har skiftat genom fredliga, allmänna val. De stora säkerhetshoten som fanns var den höga kriminaliteten samt konflikterna med Puntland. FN rapporterade 2020 att  1,2 % av parlamentets ledamöter var kvinnor.

### Konstitution och styre
Av konstitutionen framgår att presidenten väljs för fem år i allmänna val. 
Parlamentet har två kammare med vardera 82 ledamöter. Underhusets medlemmar väljs i proportionella val vart femte år. Tre partier kan ställa upp i president- och parlamentsval. År 2005 arrangerades det första parlamentsvalet och därefter sköts nästa val upp gång på gång innan det slutligen hölls 2021. Överhuset, ett slags äldsteråd, består av bland annat traditionella ledare. Det ansvarar för lagar om religion, traditioner och säkerhet. Ledamöterna i äldsterådet utses av klanerna. Val ska enligt författningen genomföras vart sjätte år.
BBC rapporterade 2017 att mer än 97 % av befolkningen röstade för att stödja konstitutionen som antogs 1997, i en  folkomröstning 2001. Konstitutionen syftade till att bekräfta Somalilands självdeklarerade självständighet.

### Administrativ indelning
Landet är inte internationellt erkänt. Den administrativa huvudstaden är Hargeisa.

Somalilands regioner.

Enligt norska motsvarigheten till Migrationsverket är Somaliland uppdelat i fem regioner. Dessa är Awdal, Woqooyi Galbeed, Togdheer, Sool och Sanaag varav Woqooyi Galbeed är den största regionen med 1 240 000 invånare och Sool den minsta med 330 000 invånare (2020).

### Politik
Den autonoma regionen Somaliland bedömdes 2019 som den stabilaste i regionen och har genomfört fredliga val. Genom att driva fredsprocessen från en lokal nivå har landet lyckats åstadkomma inre stabilitet, till skillnad från övriga Somalia som fortfarande är krigsdrabbat. Det finns en tydlig skillnad mellan hur fredsprocessen sett ut i Somaliland och hur den sett ut i det övriga Somalia. År 1991 gick klanledare på lokal nivå i Somaliland samman för att finna en fredlig väg framåt. Målsättningen var att skapa försoning i landet genom att låta alla parter delta i fredssamtalen, även de som stod bakom Barre. Genom att basera fredsförhandlingarna på lokal nivå och att låta människor delta, lyckades parterna enas.
Enligt Oxfams rapport från 1994 bedömdes  en viktig del av Somalilands framgång var att befolkningen kände en stolthet över klanäldstes arbete och över att freden skapades internt, genom klanstrukturen, utan alltför stor inblandning utifrån. För att underlätta kontakten mellan den lokala och den statliga nivån upprättades lokala råd med representanter både från den nya regeringen och klanäldste, som tillsammans utarbetade metoder för att nå försoning och fred. Samarbete mellan centralmakten, klanäldste och folket är därför fortfarande centralt i det somaliländska samhället.

### Rättsväsen
USA:s utrikesdepartement beskriver Somalilands rättssystem som en hybrid mellan sharia, sedvanerätt och formell lag. Dessa ansågs, år 2020, inte vara integrerade. Det fanns då fungerande domstolar, men det rådde en stor brist på utbildade domare liksom begränsad möjlighet att bygga rättsliga prejudikat på grund av bristande dokumentation. Det förekom även utbredda anklagelser om korruption. Regeringstjänstemän, liksom lokala tjänstemän, ingrep regelbundet för att påverka domstolsprocesser. Lokala tjänstemän uppgavs åberopa lagen om allmän ordning för att fängsla personer utan rättegång.

### Internationella relationer

#### Internationellt erkännande
År 2003 påbörjade landet successivt sin resa till att bli medlem eller observatörsland i Afrikanska unionen. År 2019 var Somaliland inbjudna till Guinea för officiella samtal. Somalilands president tillerkändes presidentens artighet, vilket var ett stort steg framåt, rapporterade Africa News.
Al-Jazira rapporterar att en minister från Barres tid i Somalia 2012 dömdes i amerikansk domstol till ett skadestånd värt 21 miljoner dollar som fördelades till sju offer. Detta för att ha planerat mord och tortyr på Isaaq-klanen i Somaliland.
Africa News rapporterade 2019 att hamnen som byggs ut i Berbere blir en viktig nyckel för erkännandet av Somaliland. Detta eftersom hamnen kommer bli viktig för många närliggande länders marknader. År 2020 tog landet ett steg på vägen mot ett erkännande när Taiwan upprättade diplomatiska förbindelser med landet. År 2024 skrev Etiopien och Somaliland ett avtal som ger Etiopien tillgång till hamnen i Berbere. I utbyte avser Etiopien att erkänna Somaliland som självständig nation.

#### Konflikten med Mogadishu
Somalilands regering accepterar inte att bli företrädda bland, eller av, myndigheter i Mogadishu. Detta betraktas som förräderi och är olagligt. Somaliländare som arbetar för Somalias myndigheter kan hållas kvar i Somaliland, ibland under längre perioder. Vissa undantag har dock gjorts exempelvis tilläts Somalias tidigare vice premiärminister, Mohamed Omar Arte tillåtelse att besöka sin sjuka pappa i Somaliland. Han tvingades dock avstå från sina tidigare uttalanden mot Somalilands självständighet för att erhålla "presidentiell benådning".

#### Konflikten med Puntland
Gränsområdet mellan Puntland och Somaliland är en orsak till konflikt de två områdena emellan. Området ligger inom de gränser som Somaliland utropat, men bebos av befolkning som tillhör Darod-klanen Dhulbahante. Darodklanerna är dominerande klaner i Puntland medan isaaqklanerna är dominerande klaner i Somaliland. I början av 2012 utropades regionerna Sool, Sanaag och Cayn som en egen stat, Khatumo. Ambitionen var att lämna Somaliland och istället inkorporeras som en delstat i Somalia. Området kännetecknats av växelvisa perioder med stridigheter.

## Ekonomi och infrastruktur
I landet används den egna valutan, Somaliland shilling, som infördes 1995. Världsbanken uppskattar att Somalilands BNP 2012 var 1,4 miljarder dollar. Vilket ger ett BNP per capita på 347 dollar. Landet var således det fjärde fattigaste i världen. Även om utveckling sker så rapporterar FN om det massiva stöd som ges genom deras olika organisationer till både befolkningen och offentlig sektor i Somaliland.
Vidare uppskattar Världsbanken att 30 procent av BNP kommer från boskapsindustrin, 20 procent från parti- och detaljhandel (inklusive den informella sektorn); 8 procent från grödor och 6 procent från fastighetsverksamhet. Därutöver är hamnavgiften från Berbere hamnstad en viktig inkomstkälla samt de pengar som emigranter skickar in i landet. År 2015 uppskattades att 44 procent av invånarna mottog remitteringar från utlandet.
De egna investeringarna, sett i förhållande till BNP, är mycket låga och landet ligger där på plats 180 i internationell jämförelse.

### Näringsliv

#### Jord- och skogsbruk, fiske
Enligt Sida är stommen i den lokala ekonomin  boskapsskötsel. Både kött och levande boskap exporteras till Saudiarabien.
Viktiga jordbruksgrödor är majs och durra. Gräshoppor och torka utgör ett problem för jordbruket. År 2021 var ett akut år och FN:s livsmedels- och jordbruksorganisation (FAO) gick då in och stöttade jordbrukare med bland annat säd och traktorer.

#### Energi och råvaror
Tillgången till elektricitet var låg, enligt uppgifter från 2015, i synnerhet på landsbygden. Många bybor förlitade sig på solpaneler och dieselgeneratorer för att få tillgång till elektricitet.
I Somaliland finns naturtillgångar av bland annat olja och naturgas. Världens största gips-fyndighet finns också i Somaliland. Men på grund av att Somaliland inte är internationellt erkänd är det svårt att få stöd till nödvändiga investeringar vilket försvårar den ekonomiska utvecklingen.

#### Industri
Flera välkända företag har börjat etablera sig i Somaliland. The Guardian rapporterar till exempel att Coca-Cola öppnat sin största fabrik i Afrika utanför Hargeisa. Genel Energy planerar att, tillsammans med Taiwans statliga oljebolag, börja borra en brunn för olja under 2023 till ett värde av 40 miljoner dollar.

### Handel
Enligt Världsbanken var handelsunderskottet 496 miljoner dollar 2012.

### Infrastruktur

#### Transporter
Utländska investeringar kan påverka både ekonomin och den politiska stabiliteten i landet positivt, men även lokala företag och investerare har insett behovet av att uppgradera landets infrastruktur. Uppgraderingen av flygplatsen (Egal international airport) i Hargeisa finansierades av Kuwait och blev klar i juni 2013. År 2020 åtog sig den brittiska regeringen tillsammans med den danska och nederländska att förnya och återuppbygga delar av de mest kritiska vägarna i Somaliland. Bland annat beslutades att vägen mellan hamnstaden Berbera och Burao skulle moderniseras, vilket inkluderade bland annat reparationer av broar. Ett annat exempel är den hamn som byggts med stöd av Förenade Arabemiraten och som invigdes 2021.

#### Post, telefoni och Internet
Enligt uppgifter från 2015 hade Somaliland världens lägsta priser på internationella telefonsamtal. Det är inte möjligt att ringa mellan olika mobiltelefonbolag, vilket gör att mobiltelefoner med möjlighet att använda flera SIM-kort är attraktiva. De mobila nätverken kontrolleras av olika klaner i olika delar av landet. Mobilnäten har därför kommit att användas för politiska syften, då genom blockader.
År 2009 startade Telesom Somalilands första mobila banksystem, Zaad. Inledningsvis var systemet avsett för att hantera remitteringar, men har kommit att bli ett viktigt verktyg för inrikeshandel.

#### Utbildning och forskning
Enligt Världsbanken består utbildningssystemet av en åttaåring grundskola för barn mellan 6 och 13 år. Därefter följer ett fyraårigt gymnasium för barn mellan 14 och 17 år. Somalilands sändebud i EU rapporterar att det finns fler än 30 universitet i Somaliland.
Enligt FN går hälften av alla barn i Somaliland inte i skola, vilket strider mot målen i Agenda 2030. Enligt FN ser man ett behov av utbildning i landet för att kunna öka den ekonomiska utvecklingen.

#### Sjukvård, andra viktiga samhällstjänster
The Lancet uppgav i en artikel 2015 att det finns ett universitetssjukhus i Hargeisa samt ett allmänt sjukhus i varje region. Det finns också barnavårdscentraler runt om i Somaliland. Situationen uppges vara långt ifrån ideal och vården underfinansierad. Bland annat ger Världshälsoorganisationen (WHO) stöd, dock inte genom den somaliländska regeringen.
Enligt en undersökning gjord 2020 av det somaliländska hälsoministeriet med stöd av FN:s utvecklingsfond, men finansierad av bland annat svenska och finska regeringarna, hade till exempel bara cirka 40 procent av kvinnorna tillgång till professionell sjukvårdspersonal vid förlossningen. Andra problem som tas upp i rapporten är kostnaden för att söka vård och långa avstånd till denna. Det förekommer också problem med att klaner inte tillåter andra klaner att söka vård på "deras" sjukhus. Det finns mycket begränsad tillgång till vård för kvinnor som blivit utsatta för sexualbrott.

## Befolkning
Somaliland har 4 miljoner invånare.

### Demografi

#### Klaner
Större delen av befolkningen tillhör somaliska klaner, har somaliska som modersmål och är sunnimuslimer. Isaaq är en av de största klanerna i Somaliland både till antalet och politiskt.

#### Urbanisering

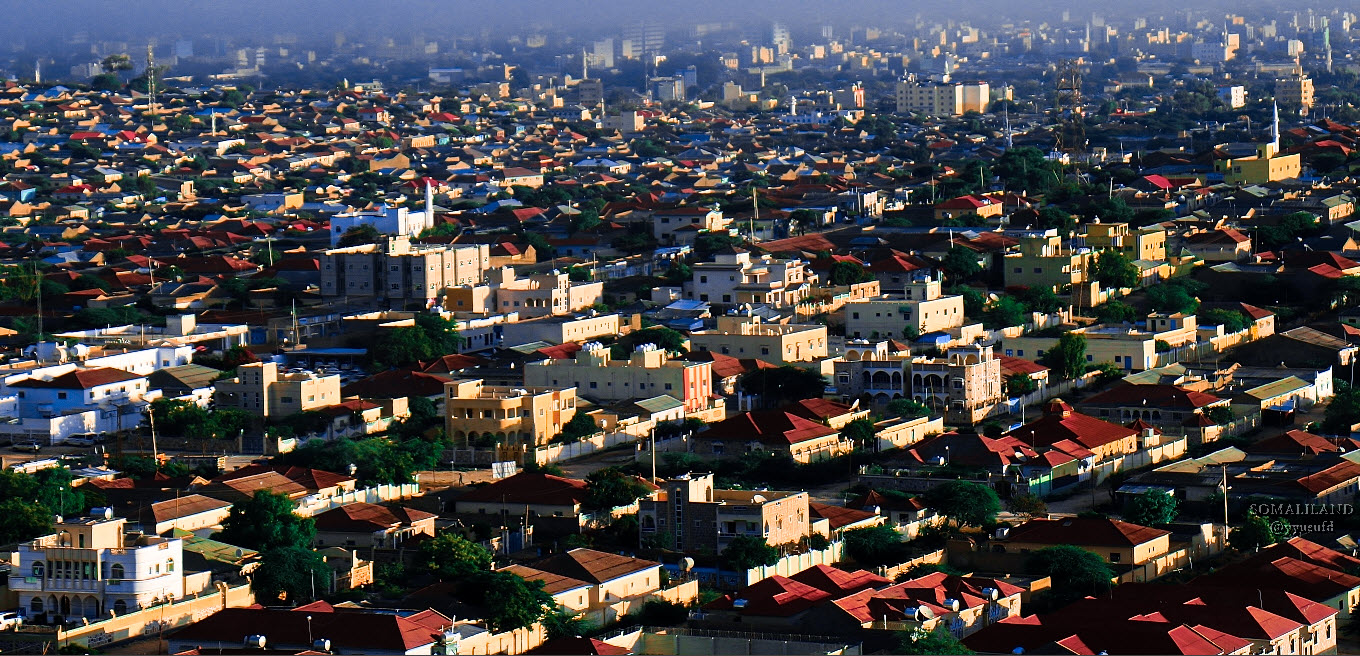
Somalilands största stad Hargeisa.

En större del av befolkningen är koncentrerad i de centrala regionerna Woqooyi Galbeed och Togdheer samt i den västliga regionen Awdal. I dessa regionerna finns även Somalilands största städer Hargeisa, Burco och Boorama.

#### Etniska grupper
Befolkningen tillhör i huvudsak klanerna Dir, Daarood och Isaaq. Omkring hälften av befolkningen är hel- eller halvnomadisk. Nästan alla är sunnimuslimer. Isaaq-klanen utgör ungefär två tredjedelar av invånarna i Somaliland.
Dir-klanen är företrädesvis bosatta i Somalilands västliga delar och Darod-klanen i de östra delarna.

#### Migration
År 1993 åtog sig Frankrike ett uppdrag att bistå 20 000 somaliländska flyktingar, bosatta i Djibouti, att frivilligt återvända till Somaliland. Dessa flyktingar tillhörde till största del Issa-klanen och det fanns en oro bland dem att återvända till ett land som kontrollerades av Isaaq-klanen genom partiet SNM. Under 1994 upphörde också FN:s flyktingkommissariat (UNHCR) med sitt program för att flyktingar bosatta I flyktingläger i Etiopien skulle återvända. Detta på grund av säkerhetsläget i Somaliland. År 2005 bedömde FN att ungefär 700 000 av de 1,2 miljoner människor som flydde inbördeskriget 1991 hade återvänt till regionen.
UNHCR uppskattade 2018 att det fanns 18 000 väl integrerade flyktingar och asylsökande i Somaliland. Dessa härstammar i huvudsak från Jemen och Etiopien.

### Religion
Somalilands folk är sunnimuslimer med Shafi rättsskola (madhhab). Sufismen är utbredd. Den största av sufiordnarna är Qadiriyya.

### Sociala förhållanden

#### Ekonomiska förhållanden
År 2014 uppskattade Världsbanken att arbetslösheten i Somaliland var 75 procent. Uppskattningar från Världsbanken tyder på att fattigdomen i stadsområdena i Somaliland är 29 procent och fattigdomen på landsbygden är 38 procent. Även om stadshushållen har det bättre, är ojämlikheten hög.

#### HBTQ-rättigheter
I Somaliland är samkönade äktenskap olagliga och inte socialt accepterade. Inga hatbrott eller liknande har noterats, men orsaken tros vara att stigmatiseringen är så stark att människor inte vågar offentliggöra sina sexuella läggning eller alternativ könstillhörighet.

#### Myndigheter
Det har inte förekommit några rapporter under 2020, och åren dessförinnan, om att Somalilands myndigheter skulle ha utfört godtyckliga eller olagliga mord. Inte heller kan myndigheterna kopplas samman med suspekta försvinnande. Dessa problem är dock förekommande i de övriga regionerna i det internationellt erkända Somalia.

### Hälsa, övriga befolkningsdata
Världshälsoorganisationen bedömer att den genomsnittliga förväntade livslängden i Somaliland är 45 år (2009). Den hade ökat till 53 respektive 56 år för män respektive kvinnor (2021).
Africa News skrev 2021 att 75 procent av befolkningen var yngre.

## Kultur
Daily Mail beskriver Somaliland som traditionellt muslimskt men med västerländska influenser. Sedan landet utropade sig självständigt har kulturen varit nedprioriterad av det sittande styret. Detta eftersom man istället prioriterat att återuppbygga städer och orter efter kriget. Denna prioritering gav andra effekter för kulturen. Många av de som bodde på landsbygden under kriget förlorade sin försörjning och flydde. När städer prioriterades i återuppbyggandet valde många att flytta tillbaka, men nu till städer. Detta  medförde en snabb kulturförändring för en  befolkning som tidigare, till stor del, levt som nomader.

### Massmedier
En mängd olika tryckta, tv- och online-nyhetskanaler är verksamma. Dock har  många politiska anknytningar. Strafflagen kriminaliserar ärekränkning och andra vagt definierade pressbrott, såsom spridning av "falska, överdrivna eller tendentiösa nyheter".

#### Press och förlag
Regeringen har begränsat registreringen av nya tidningar. Enligt BBC ges en lokal nyhetstidning ut, Dawan, denna är statligt kontrollerad. Enligt uppgifter från 2023 fanns även två nyhetssighter: Somaliland Sun och Dhacdo.

#### Radio och television
Den statliga radiostationen har monopol inom radiosektorn. Radio är dock det mest tillgängliga mediet och enligt BBC nås invånarna även av utländska radiokanaler. Det finns dock privatägda TV-kanaler.

#### Pressfrihet
Regeringen fortsatte rikta in sig på journalister under 2020. I början av året arresterades en TV-reporter efter att den biträdande chefen för en statsägd tryckpress lämnat in ett klagomål över reporterns kommentarer på sociala medier, reportern dömdes senare till fängelse. I mitten av juni 2020 fängslades en somalisk kabel-tv-journalist och ytterligare en journalist kort efter att ha filmat en protest gällande samtalen mellan Somalia och Somaliland som hölls den månaden i Djibouti. Fler liknande händelser har inträffat även om ett fåtal har släppts utan åtal. I slutet av juni, samma år, beordrade poliser personalen på en lokal TV-station att lämna sitt kontor i Hargeisa. Senare slog Hargeisapolisen till mot en annan TV-station och beordrade deras personal att utrymma den. Razzior på stationerna ska ha varit initierade på grund av att stationen varit värd för en debatt som fokuserade på samtalen mellan Somalia och Somaliland och i ett annat fall efter att en station anklagats för att ha sänt evenemang för att fira Somalias självständighet. Myndigheterna återkallade licenserna för båda stationerna.
En lokal TV-direktör greps under 2020 och anklagades inledningsvis för att ha tagit sig in i Somaliland illegalt och för att ha samarbetat med somaliska underrättelsetjänster. Denne dömdes till fem års fängelse och böter i en domstol i Hargeisa, medan tv-kanalen stängdes av på obestämd tid.

### Konstarter

#### Musik och dans
Även musiken har en blandning av traditionellt somaliska och västerländska influenser.

#### Bildkonst
År 2002 dokumenterades grottmålningarna Laas Geel.

#### Arkitektur
Hamnstaden Berbera, som av resetidningen Vagabond beskrivs som en stad där arkitekturen berättar om stadens långa historia. Färgglada hus samsas med moskéer och byggnader från den ottomanska tiden.

### Traditioner

#### Matkultur
Maten har en blandning av traditionella somaliska och västerländska, i synnerhet italienska, influenser. Maten är halal och ingen alkohol serveras. Alkohol är förbjudet, men drogen kat används flitigt, uppskattningsvis använder 90 procent av alla män kat, rapporterar Al Jazeera.
Traditionellt dricks kardemummate med mycket socker. Andra specialiteter är dromedarkött.

### Idrott
År 2018 startades det första landslaget i fotboll. Eftersom landet inte är internationellt erkänt kan det heller inte få stöd från Fifa. Sport för kvinnor är däremot kontroversiellt, men inte förbjudet, på grund av att det kan strida mot muslimska normer och värderingar. Africa News rapporterar att den nationella damfotbollsturneringen 2020 fick ställas in efter att regeringen klivit in. Den nationella dambasketturneringen 2016 hölls dock, trots protester från religiösa ledare.